# Изтек (Костурско)
Изтек (на гръцки: Ίστακος, Ιστακός, Ίστεκος) е река, протичаща в Костурско, Западна Македония, Гърция. Реката е един от деветте притока на Костурското езеро и се влива в него от изток при село Кърпени (Крепени).

## Описание
Река извира на 1300 m височина в планината Саракина или Габер (Гаврос) и тече на запад. Влива се в Костурското езеро в източната част на водосборния басейн, заедно със Стара река и Фотинищката река. Дължината на реката е 6 km.
Нейният водосборен басейн е сравнително малък и е с площ около 9,5 km2. Средният дебит на реката се оценява на около 174 l/s, а по време на валежи е 300 l/s.